# Casa Heribert Pons
La Casa Heribert Pons és un edifici situat a la Rambla de Catalunya, 19-21 de Barcelona, catalogat com a Bé Cultural d'Interès Local.

## Història
Fou bastit per l'arquitecte Alexandre Soler i March entre els anys 1907 i 1909 per a l'industrial manresà Heribert Pons i Arola. L'any 1910, fou premiat amb la primera menció del concurs d'edificis artístics convocat per l'Ajuntament de Barcelona.
L'any 1934 i entre 1939 i 1941, fou objecte d'una reforma agressiva per tal de convertir-lo en un edifici d'oficines, a càrrec de l'arquitecte Eusebi Bona. Durant els anys 1960, quan la finca era propietat del Banco de Granada, va estar a punt de ser enderrocat. Finalment, l'any 1978 la adquirí la recentment restituïda Generalitat i encarregà la seva reconstrucció integral (excepte façana i vestíbul) a l'arquitecte Jordi Bonet i Armengol. D'aquesta darrera intervenció data la desafortunada remunta de tres plantes que es fa evident des de la veïna Gran Via.
Va acollir la seu de la Conselleria d'Economia i Finances, escollida personalment per Ramon Trias i Fargas. El 2013, la Generalitat el vengué per 23,3 milions d'euros a la societat FINAF 92, i finalment, va traslladar la seu a un altre indret.

## Descripció
Consta de planta baixa, principal (destinat als promotors), tres pisos, àtic i terrat. Depassant la línia de cornisament, una robusta torre quadrangular corona el cos central que articula la façana. L'accés principal dona pas a una àmplia zona de vestíbul i a un celobert central rectangular de grans dimensions en el qual sorgeix l'escala noble d'accés a la planta principal. En el fons d'aquest celobert, cobert per una claraboia s'hi localitza la caixa de l'escala de veïns en el forat de la qual s'hi troba l'ascensor.
Els tres cossos de la façana de la casa estructuren les seves obertures en eixos verticals i horitzontals de ritme regular. La planta baixa s'obre al carrer per mitjà de tres grans portals allindanats emmarcats entre quatre pilars petris de secció quadrangular decorats amb incisions lineals i capitells en forma de rams de roses. La gran llum d'aquests portals està assegurada per tres columnes pètries que sostenen llur llinda. Els grans pilars i les columnes de planta baixa serveixen de basament del balcó corregut que engloba tota la llargada de la façana. Aquest balcó, sostingut per permòdols amb garlandes de roses, presenta uns balustres de secció quadrangular fets de pedra, de gran robustesa i simplicitat compositiva. Aquesta balustrada queda interrompuda en el cos central per la gran tribuna de la planta principal, un cos petri que sobresurt aparatosament de la línia de la façana. Aquesta tribuna esdevé el centre visual de la façana gràcies a la plasticitat de la decoració escultòrica de les seves parts integrants. Efectivament, cal destacar els relleus florals que ornamenten la part inferior de la llosana, així com la seva barana, a base de carteles i garlandes de flors d'hortènsia i de rosa. El tancament d'aquesta tribuna es fa per mitjà de quatre columnes d'inspiració jònica-vegetal que sostenen llur entaulament que és, alhora, la barana del balcó del primer pis. Els balcons laterals del primer pis recolzen el seu pes sobre la decoració escultòrica de les sobreportes del principal. Aquesta decoració consisteix en permòdols de formes sinuoses decorats a base de rams de flors i que, al mateix temps, emmarquen quatre relleus al·legòrics (un a cada sobreporta). Aquests relleus mostren, flanquejats per rams de llorer, busts femenins que personifiquen les arts en el següent ordre: Pintura, música, arquitectura i escultura. El segon i el tercer pis s'articulen en façana diferent a la resta, per mitjà de balcons simples amb llindes de volumetria monumental i per mitjà de finestres de desenvolupament horitzontal flanquejades per columnes de capitell floral respectivament. El cos central, en forma de torre, ordena les seves obertures en tres eixos verticals de finestres allargassades emmarcades per pilastres corregudes fins al coronament superior, decorat amb pinacles antropomorfs i lires. En origen, aquest coronament estava sobremuntat de quatre torxes decoratives en ferro forjat (avui desapareguts).
Amb tot, aquesta casa mostra un aparell decoratiu de gran interès artístic, ja que les seves formes lineals combinades amb gràcils elements vegetals i florals remeten al Wiener Jugendstil o Secessionsstil imperant a la Viena del moment, més que no pas al modernisme propi de Catalunya. Les escultures dels balcons són obra de l'escultor Eusebi Arnau i contenen al·legories a la Pintura, la Música, la Literatura i l'Escultura.
Els parquets i el mobiliari interior de la casa (avui perduts) foren dissenyats per l'ebenista Josep Ribas.
El celobert i el vestíbul és l'espai que centralitzava les estances dels diversos pisos que conformaven l'immoble. S'hi accedeix a través del vestíbul de la porta principal i actualment és l'últim espai original que conserva l'edifici, que perdé la totalitat dels seus interiors en esdevenir seu de la Conselleria d'Economia i Finances. Aquest espai presenta els terres i els arrimadors revestits de marbre blanc amb aplics de bronze daurat, així com murs revestits d'estucs simulant carreus i un entaulament dòric que recorre tot el fris superior. El sostre consisteix en un forjat de gran llum sostingut per permòdols decorats amb flors i busts femenins similars als que es localitzen en façana. Els elements més destacats d'aquest espai són, però, els llums de bronze i vidre en forma d'aplic que il·luminen la sala, així com la pròpia escala principal, feta de marbre i amb baranes de ferro forjat i guardada per una escultura de la deessa Diana sedent amb els seus gossos, obra d'Eusebi Arnau.